# 箱守仙一郎
箱守仙一郎（はこもり　せんいちろう、1929年2月13日 - 2020年11月10日）は、日本の生化学者。宮城県仙台市出身。医学博士（東北大学、1956年）。

## 来歴
父は東北大学理学部教授を務めた箱守新一郎で、母は天江勘兵衛の娘だった。
1951年に東北薬科大学を卒業して、1957年12月に東北大学医学部助教授（医化学）となる。東北大学では正宗一の下で生化学の研究に従事した。
1959年10月に東北薬科大学薬学部教授となる。1966年12月ワシントン大学教授に就任する。以後アメリカ合衆国で、1975年6月にはフレッド・ハッチンソン癌研究所生化学部・部長を、1986年9月にはバイオメンブレン研究所所長を、1996年にはパシフィックノースウェスト研究所生体膜研究部門長を、それぞれ兼任した。2000年には米国科学アカデミー正会員となる。また、ワシントン大学の名誉教授ともなった。
その後帰国して2006年4月に東北薬科大学附属分子生体膜研究所顧問および指導教授となった。

## 著書
（木幡陽、永井克孝と共編）
- 『糖鎖の多様な世界』講談社、1993年10月
- 『グリコパソロジー』講談社、1993年10月
- 『糖鎖の細胞における運命』講談社、1993年12月
- 『細胞社会のグリコバイオロジー』講談社、1993年12月
- 『グリコテクノロジー』講談社、1994年3月
- 『グリコジーンとその世界』講談社、1994年4月

## 論文
- <箱守仙一郎